# Michel Carlier
 (mai 2022).
Si vous disposez d'ouvrages ou d'articles de référence ou si vous connaissez des sites web de qualité traitant du thème abordé ici, merci de compléter l'article en donnant les références utiles à sa vérifiabilité et en les liant à la section « Notes et références ».
Michel Carlier, né le 23 août 1943, est un diplomate et écrivain belge.

## Biographie
Après une formation à l'université catholique de Louvain (philosophie et lettres, 1960-1964) puis à Paris (relations internationales, 1968-1969) et notamment à l'Institut d'études politiques de Paris, il est entré dans le corps diplomatique belge. Entre 1991 et 1993, il a été chef du service Maghreb et Moyen-Orient au ministère belge des Affaires étrangères, du Commerce extérieur et de la Coopération au développement. 
Il a été ambassadeur de Belgique au Chili (1980-1985), au Togo et Ghana (1985-1988), en Éthiopie et Djibouti (1988-1991), en Algérie (1993-1995), en Hongrie (1995-1999), en Roumanie (1999-2000), au Maroc (2000-2002) et en Tunisie (2005-2008).

## Ouvrage
Il est l'auteur du livre Irak, le mensonge (2008). Cet ouvrage retrace la chronologie des événements qui ont mené à la guerre d'Irak, depuis les pseudo-preuves sur les soi-disant armes de destruction massive (ADM) et la collaboration de Saddam Hussein avec Al Qaida (« deux faux prétextes ») jusqu'aux tentatives de justification après-coup qui se sont révélées de moins en moins convaincantes. Il expose les mystifications et le cynisme des dirigeants américains et britanniques dans la course à la guerre, et relate en détail l'affaire Kelly ainsi que l'absolution donnée à Tony Blair par les rapports Goldsmith (2003), Hutton (2004) et Butler (2004). Le tout est étayé par de nombreuses notes, et n'ignore apparemment rien de ce qui a été exposé et a filtré dans les médias occidentaux entre 2000 et 2008, qu'il s'agisse, par exemple, de la « Lettre des Huit », du projet mort-né de « Bourse du terrorisme » ou du jugement peu flatteur de Jacques Delors sur George W. Bush.